# Élément aléatoire
Dans la théorie des probabilités, un élément aléatoire est une généralisation de la notion de variable aléatoire à des espaces plus complexes qu'une ligne réelle. Le concept a été introduit par Maurice Fréchet (1948), qui a fait remarquer que le "développement de la théorie des probabilités et l'expansion de ses applications ont amené à la nécessité de passer de schémas où les résultats d'expériences aléatoire peuvent être décrites par des nombres ou par un ensemble fini de nombre, à un schéma où les résultats des expériences représentent, par exemple, des vecteurs, des fonctions, des processus, des champs, des séries, des transformations, ainsi qu'à des ensembles ou à plusieurs ensembles."
L'utilisation moderne de l'«élément aléatoire» suppose souvent que l'espace de valeurs est un espace vectoriel topologique, souvent un Banach ou un espace de Hilbert avec une algèbre de sigma naturelle de sous-ensembles.

## Définition
Soit {\displaystyle (\Omega ,{\mathcal {F}},P)} un espace de probabilité, et {\displaystyle (E,{\mathcal {E}})} un espace mesurable. Un élément aléatoire à valeurs dans E est une fonction X: Ω→E qui est mesurable {\displaystyle ({\mathcal {F}},{\mathcal {E}})}. Autrement dit, une fonction X  telle que pour toute {\displaystyle B\in {\mathcal {E}}}, l'image réciproque de B se trouve dans {\displaystyle {\mathcal {F}}}.
Parfois, les éléments aléatoires avec des valeurs en {\displaystyle E} sont appelés les variables aléatoire {\displaystyle E}.
Notez que si {\displaystyle (E,{\mathcal {E}})=(\mathbb {R} ,{\mathcal {B}}(\mathbb {R} ))}, où {\displaystyle \mathbb {R} } sont des nombres réels, et {\displaystyle {\mathcal {B}}(\mathbb {R} )} est sa tribu borélienne, ainsi, la définition de l'élément aléatoire est similaire à la définition classique de la variable aléatoire.
La définition d'un élément aléatoire {\displaystyle X} avec des valeurs comprises dans l'espace de Banach {\displaystyle B} est généralement entendu comme le fait d'utiliser la plus petite algèbre {\displaystyle \sigma } sur B pour lequel chaque opérateur borné est mesurable. Une définition équivalente, est qu'un plan {\displaystyle X:\Omega \rightarrow B}, à partir d'un espace de probabilité, est un élément aléatoire si {\displaystyle f\circ X} est une variable aléatoire pour chaque fonction linéaire bornée f, ou de façon équivalente, que {\displaystyle X} est difficilement mesurable.

## Exemples d'éléments aléatoires

### Variable aléatoire
Une variable aléatoire est le type le plus simple d'élément aléatoire. C'est un plan {\displaystyle X\colon \Omega \to \mathbb {R} } est une fonction mesurable de l'ensemble des résultats possibles de {\displaystyle \Omega } à {\displaystyle \mathbb {R} }.
En fonction de la fonction réelle évaluée, {\displaystyle X} décrit souvent une certaine quantité numérique d'un événement donné.
Quand l'image de {\displaystyle X} est fini ou infiniment dénombrable, la variable aléatoire est appelée une variable aléatoire discrète, et sa distribution peut être décrite par une fonction de masse de probabilité qui assigne une probabilité de chaque valeur à l'image de {\displaystyle X}. Si l'image est infiniment indénombrable, alors {\displaystyle X} est appelé une variable aléatoire continue. Dans le cas particulier où elle est continuellement absolue, sa distribution peut être décrite par une fonction de densité de probabilité, qui affecte des probabilités aux intervalles; en particulier, chaque point individuel doit nécessairement avoir une probabilité nulle pour une variable aléatoire continuellement absolue. Toutes les variables aléatoires continues ne sont pas absolument continue, par exemple celles de distribution de mélange. De telles variables aléatoires ne peuvent pas être décrites par une densité de probabilité ou une fonction de masse de probabilité.

### Vecteur aléatoire
Un vecteur aléatoire est un vecteur colonne {\displaystyle \mathbf {X} =(X_{1},...,X_{n})^{T}} (ou sa transposition, qui est un vecteur colonne) dont les composants sont des variables aléatoires scalaires sur le même espace de probabilité {\displaystyle (\Omega ,{\mathcal {F}},P)}, où {\displaystyle \Omega } est l'univers, {\displaystyle {\mathcal {F}}} est la sigma-algèbre (la famille de tous les événements), et {\displaystyle P} est la mesure de probabilité.
Les vecteurs aléatoires sont souvent utilisés comme la mise en œuvre sous-jacente des différents types de variables aléatoires, par exemple : une matrice aléatoire, un arbre aléatoire, une suite aléatoire, processus aléatoire, etc.

### Matrice aléatoire
Une matrice aléatoire est une matrice d'élément aléatoire. De nombreuses propriétés importantes des systèmes physiques peuvent être représentés mathématiquement comme des problèmes de la matrice. Par exemple, la conductivité thermique d'un réseau peut être calculée à partir d'un matrice dynamique des interactions entre les particules à l'intérieur du réseau.

### Fonction aléatoire
Une fonction aléatoire est un type d'élément aléatoire dans lequel un seul résultat est choisi parmi une famille de fonctions, où la famille est constituée de tous les plans du domaine et du codomaine. Par exemple, la classe peut être limitée à l'ensemble des fonctions continues ou à toutes les fonctions étagées. Les valeurs déterminées par une fonction aléatoire évaluée à différents points de la même réalisation ne sont généralement pas statistiquement indépendantes, mais, selon le modèle, les valeurs déterminées dans les mêmes ou les différents points de différentes réalisations pourraient bien être considérées comme indépendantes.

### Processus aléatoire
Un processus aléatoire est une famille de variables aléatoires, représentant l'évolution de certains systèmes de valeurs aléatoires au fil du temps. Ceci est la contrepartie probabiliste à un processus déterministe (ou système déterministe). Au lieu de décrire un processus qui ne peut évoluer que dans un sens (comme dans le cas, par exemple, des solutions d'une équation différentielle ordinaire), dans un processus stochastique il y a une certaine indétermination: même si la condition initiale est connu, il y a plusieurs souvent une infinité de directions dans lequel le processus peut évoluer. 
Dans le cas simple du temps discret, par opposition au temps continu, un processus stochastique implique une suite de variables aléatoires et la série temporelle associée à ces variables aléatoires (par exemple, voir la chaîne de Markov).

### Champ aléatoire
Étant donné un espace de probabilité {\displaystyle (\Omega ,{\mathcal {F}},P)}, un champ  aléatoires de valeurs X est une famille de valeurs variables aléatoires X rangées par éléments dans un espace topologique T. Autrement dit, un champ aléatoire F est une famille
{\displaystyle \{F_{t}:t\in T\}}
où chaque {\displaystyle F_{t}} est une valeurs aléatoires X.
Plusieurs types de champs aléatoires existent, le champ aléatoire de Markov (CAM), le champ aléatoire de Gibbs (CAdG), le champ aléatoire conditionnelle (CAC), et le champ aléatoire gaussien (CAG). Celui-ci contient la propriété de Markov 
{\displaystyle P(X_{i}=x_{i}|X_{j}=x_{j},i\neq j)=P(X_{i}=x_{i}|\partial _{i}),\,}
où {\displaystyle \partial _{i}} est un ensemble 'voisins' de la variable aléatoire Xi. En d'autres termes, la probabilité qu'une variable aléatoire prend une valeur qui dépend des autres variables aléatoires uniquement par ceux qui sont ses voisins les plus proches. La probabilité d'une variable aléatoire dans un champ aléatoire de Markov est donnée par
{\displaystyle P(X_{i}=x_{i}|\partial _{i})={\frac {P(\omega )}{\sum _{\omega '}P(\omega ')}},}
où Ω' est la même réalisation que Ω, excepté pour la variable aléatoire Xi. Il est difficile de calculer avec cette équation, sans avoir recours à la relation entre les CAMs et les CAdGs proposés par Julian Besag en 1974.

### Mesure aléatoire
Une mesure aléatoire est une mesure de l'élément aléatoire,. Soit X un espace métrique séparable complet et {\displaystyle {\mathfrak {B}}(X)} la σ-algèbre de son ensemble de Borel. Une mesure de Borel μ sur X est finie si μ(A) < ∞ pour chaque ensemble A borélien bornée. Soit  {\displaystyle M_{X}} est l'espace de toutes les mesures finies sur {\displaystyle {\mathfrak {B}}(X)}. Soit (Ω, ℱ, P) est un espace de probabilité, alors une mesure aléatoire des plans de cet espace de probabilité à l'espace mesurable ({\displaystyle M_{X}}, {\displaystyle {\mathfrak {B}}(M_{X})}). Une mesure peut généralement être décomposé comme suit:
{\displaystyle \mu =\mu _{d}+\mu _{a}=\mu _{d}+\sum _{n=1}^{N}\kappa _{n}\delta _{X_{n}},}
Ici {\displaystyle \mu _{d}} est une mesure diffuse sans composants, alors que {\displaystyle \mu _{a}} est une mesure décomposable.

### Ensemble aléatoire
Un ensemble aléatoire est un ensemble d'élément.
Un exemple spécifique est un ensemble compact aléatoire. Soit {\displaystyle (M,d)} un espace métrique complet séparable. Soit {\displaystyle {\mathcal {K}}} désignent l'ensemble des sous-ensembles compacts de {\displaystyle M}.  La métrique de Hausdorff {\displaystyle h} sur {\displaystyle {\mathcal {K}}} est défini par :
{\displaystyle h(K_{1},K_{2}):=\max \left\{\sup _{a\in K_{1}}\inf _{b\in K_{2}}d(a,b),\sup _{b\in K_{2}}\inf _{a\in K_{1}}d(a,b)\right\}.}
{\displaystyle ({\mathcal {K}},h)} est également un espace métrique séparable complet. Les sous-ensembles ouverts correspondants génèrent une tribu sur {\displaystyle {\mathcal {K}}}, la tribu Borélienne {\displaystyle {\mathcal {B}}({\mathcal {K}})} de {\displaystyle {\mathcal {K}}}.
Un ensemble compact aléatoire est une fonction mesurable {\displaystyle K} depuis l'espace de probabilité {\displaystyle (\Omega ,{\mathcal {F}},\mathbb {P} )} dans {\displaystyle ({\mathcal {K}},{\mathcal {B}}({\mathcal {K}}))}.
En d'autres termes, un ensemble compact aléatoire est une fonction mesurable {\displaystyle K\colon \Omega \to 2^{M}} tel que{\displaystyle K(\omega )} est sûrement compact et
{\displaystyle \omega \mapsto \inf _{b\in K(\omega )}d(x,b)}
est une fonction mesurable pour tout {\displaystyle x\in M}.

### Objets géométriques aléatoire
Ceux-ci comprennent des points aléatoires, chiffres aléatoires, et des formes aléatoires.